# A-Z
A-Z (englisch; ausgesprochen A through Z, „A bis Z“) ist eine Progressive-Metal-Supergroup um den Sänger Ray Alder und den Schlagzeuger Mark Zonder.

## Bandgeschichte
A-Z gründete sich 2020 um Fates-Warning-Sänger Ray Alder und den ehemaligen Fates-Warning- und Warlord-Schlagzeuger Mark Zonder. Komplettiert wurde die Band durch Bassist Philip Bynoe (Warlord, Steve Vai, Nuno Bettencourt), Gitarrist Joop Wolters (Steve Walsh) und Vivien Lalu an den Keyboards. Ziel der Band ist es, den alten Fates-Warning-Sound von Alben wie Parallels (1991) und Pleasant Shade of Grey (1997) neu aufleben zu lassen und ihn mit den Hooks und Melodien von Journey zu verbinden.
Die erste Single The Machine Gunner wurde am 9. Juni 2022 veröffentlicht. Das selbstbetitelte Debütalbum erschien am 12. August 2022 über das Label Metal Blade Records. Es erreichte Platz 76 der deutschen Charts und Platz 46 der Schweizer Charts.

## Diskografie

### Alben
- 2022: A-Z (Album, Metal Blade Records)
- 2025: A2Z2 (Album, Metal Blade Records)

### Singles
- 2022: The Machine Gunner